# Уэйн (округ, Миссури)
Округ Уэйн (англ. Wayne County) — округ штата Миссури, США. Население округа на 2009 год составляло 12 392 человека. Административный центр округа — город Гринвилл.

## История
Округ Уэйн основан в 1818 году.

## География
Округ занимает площадь 1971 км². 17,84 % площади округа занимает единственный национальный лес Миссури — «Марк-Твен».

## Демография
Согласно оценке Бюро переписи населения США, в округе Уэйн в 2009 году проживало 12 392 человека, в том числе на невключённых территориях (напр., в Паттерсоне). Плотность населения составляла 6.3 человек на квадратный километр.